# Câmpulung
Câmpulung (Duits: Langenau) is een stad in Roemenië in het District Argeș in het noorden van Walachije met ca. 37.500 inwoners in 2007.